# Kilvo station

Kilvo station, är en öde bosättning och tågmötesstation i södra delen av Gällivare kommun i Norrbottens län, ca 6 km sydväst om byn Kilvo. Trafikplatssignatur: Klv.
Kilvo station ligger i Gällivare socken, längs malmbanan cirka 38 km söder om Gällivare och cirka 131 km norr om Boden. Kilvo station är känd genom Agda Rössel som föddes här och kom att bli bland annat den första kvinnliga FN-ambassadören.
Strax väster om Kilvo station ligger Kilvovaara (515 m ö.h.). Över detta berg går en gammal gångstig västerut till bosättningen Rassivaara. Öster om malmbanan ligger stora myrområden med Venetjoenjänkkä närmast, som avvattnas av vattendraget Venetjoki. Gammal gångstig går även till byn Kilvo ca 6 km, som även passerar det öde gårdstället Svekomma, stigen är svår att se i terrängen.
Kilvo station har vägförbindelse via enskild väg söderut. 